# Discomyctus cephalatus
Discomyctus cephalatus är en rundmaskart. Discomyctus cephalatus ingår i släktet Discomyctus och familjen Dorylaimidae. Inga underarter finns listade i Catalogue of Life.